# McDonnell XH-20 Little Henry
McDonnell XH-20 Little Henry (továrním označením Model 38) byl americký lehký experimentální vrtulník z roku 1947 poháněný dvojicí náporových motorů na koncích listů rotoru (ramjet-rotor). Je to první vrtulník s náporovými motory na světě, zkonstruovala jej letecká společnost McDonnell Aircraft Corporation.

## Vývoj
McDonnell Model 38 byl lehký experimentální vrtulník, jehož vývoj byl financován letectvem USA. Pokusný stroj sloužil k testování ramjet-rotoru, neboli rotoru s malými náporovými motory na koncích listů. Rotor byl dvoulistý, na každém listu byl jeden motor. Vrtulník neměl vyrovnávací ocasní rotor. Trup byl jednoduché trubkové konstrukce bez jakéhokoli potahu. Helikoptéře bylo přiděleno vojenské označení XH-20. První let proběhl 29. srpna 1947.
Ačkoli let byl poměrně úspěšný, náporové motory byly hlučné a spotřebovávaly velké množství paliva. Plány na výstavbu větší dvoumístné verze (Model 79, XH-29) byly zrušeny. Jeden stroj je umístěn v Národním muzeu letectva USA na letecké základně Wright-Patterson (Wright-Patterson Air Force Base) v Ohiu.

## Verze vrtulníku

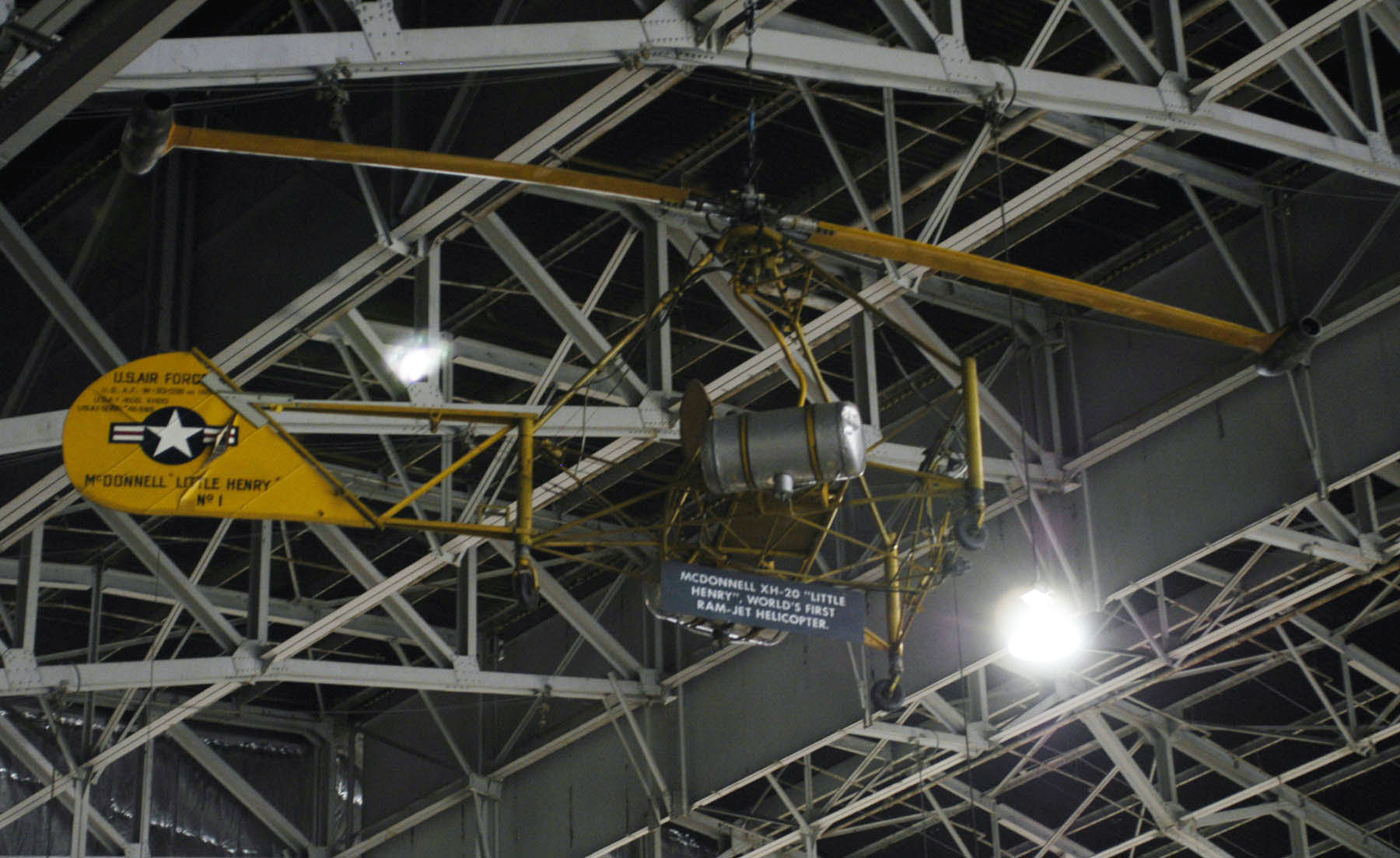
XH-20 v Národním muzeu letectva USA (National Museum of the United States Air Force) na letecké základně Wright-Patterson v Ohiu, USA.

XH-20
Experimentální helikoptéra McDonnell Model 38, postaveny 2 kusy.
XH-29
Helikoptéra McDonnell Model 79 se zamýšleným dvoumístným kokpitem, zrušeno.

## Uživatelé
USA
- Letectvo Spojených států amerických (USAF)

## Specifikace
Data z :

### Technické údaje
- Pohon: 2× náporové motory McDonnell
- Délka:[pozn. 1] 3,81 m
- Výška:[pozn. 2] 2,03 m
- Průměr rotoru: 6,1 m
- Prázdná hmotnost:[pozn. 3] 132 kg
- Posádka: 1

### Výkony
- Maximální rychlost: 80 km/h